# Visage (álbum)
Visage es el primer álbum (y homónimo) del grupo británico Visage. Fue realizado por PolyGram en 1980 y contiene el gran éxito internacional Fade to Grey.
Otros temas fueron Visage y Tar. Es uno de los primeros álbumes de la época new romantic, e incluso Tar fue grabado y realizado en 1979. El álbum fue grabado en Genetic Sound Studios de Londres.

## Contenido

### Versión original (álbum y CD)
| 01 | Visage | 3:53 |

| 02 | Blocks on Blocks | 4:00 |

| 03 | The Dancer | 3:40 |

| 04 | Tar | 3:32 |

| 05 | Fade to Grey | 4:00 |

| 06 | Malpaso Man | 4:14 |

| 07 | Mind of a Toy | 4:28 |

| 08 | Moon over Moscow | 4:00 |

| 09 | Visa-age | 4:18 |

| 10 | The Steps | 3:14 |

### Versión 1997 de One Way Records (CD) (Estados Unidos)
| 01 | Visage | 3:53 |

| 02 | Blocks on Blocks | 4:00 |

| 03 | The Dancer | 3:40 |

| 04 | Tar | 3:32 |

| 05 | Fade to Grey | 4:00 |

| 06 | Malpaso Man | 4:14 |

| 07 | Mind of a Toy | 4:28 |

| 08 | Moon over Moscow | 4:00 |

| 09 | Visa-age | 4:18 |

| 10 | The Steps | 3:14 |

| 11 | Fade yo Grey (Dance Mix) | 6:14 |

## Músicos
- Steve Strange (voz).
- Midge Ure (guitarra eléctrica, sintetizador y coro).
- Rusty Egan (batería, percusión electrónica y coro).
- Billy Currie (violín eléctrico y sintetizador).
- Dave Formula (sintetizador).
- John McGeoch (guitarra, saxofón y coro).
- Barry Adamson (bajo eléctrico).

Otros músicos:
- Christopher Payne.
- Cedric Sharpley.

- Datos: Q1936612